# Ardian Klosi
Ardian Klosi (ur. 9 lipca 1957 w Tiranie, zm. 26 kwietnia 2012 w Tiranie) – albański dziennikarz, tłumacz i albanista.

## Życiorys
Był synem komunistycznego polityka Bilbila Klosiego i Jolandy z d. Xhuvani. W 1981 ukończył studia filologiczne na Uniwersytecie Tirańskim. W latach 1986-1990 studiował na Uniwersytecie Leopolda i Franciszka w Innsbrucku, gdzie w 1990 obronił pracę doktorską pt. Mythologie am Werk: Kazantzakis, Andrić, Kadare. W latach 1993–1998 mieszkał w Niemczech i w tym czasie kierował katedrą albanistyki na Uniwersytecie Ludwika i Maksymiliana w Monachium.
Wrócił do Albanii w 1998 i objął stanowisko dyrektora albańskiego radia i telewizji. Próby zapewnienia niezależności mediów publicznych przyspieszyły dymisję Klosiego (23 marca 1999). W następnych latach zajął się działalnością publicystyczną i tłumaczeniem tekstów z języka niemieckiego na albański. Czytelnikom albańskim przez tłumaczenia przybliżył dzieła Gottfrieda Benna, Heinricha Bölla, Friedricha Dürrenmatta, Maxa Frischa, Franza Kafki. Dokonane przez niego tłumaczenie książki austriackiego historyka Olivera Schmitta Skanderbeg. Der neue Alexander auf dem Balkan wywołało gorącą debatę w albańskich mediach. W 1997 był współautorem słownika niemiecko-albańskiego. W pracy dziennikarskiej koncentrował się na sprawach społecznych i problemach ekologicznych.
Był żonaty (żona Jutta Benzenberg zajmowała się fotografią), miał dwie córki. W ostatnich latach życia cierpiał na depresję. W kwietniu 2012 popełnił samobójstwo we własnym domu i został pochowany na cmentarzu Sharre.

## Publikacje
- 1997: Shqipëria ç'mund të jetë : shpjegime për një të ardhme tjetër, wyd. Tirana
- Elsa Demo, Ardian Klosi: Shqipëria kujton : 1944-1991 : antologji. Tirana: K & B, 2009. ISBN 978-99956-805-3-4. Brak numerów stron w książce
- Elsa Demo, Ardian Klosi: Shqipëria tregon : 1991-2010 : antologji. Tirana: K & B, 2010. ISBN 978-99956-840-4-4. Brak numerów stron w książce